# タンザン鉄道

タンザニアの鉄道網
(交流版)
1000mm軌道, 1067mm軌道 (TAZARA)

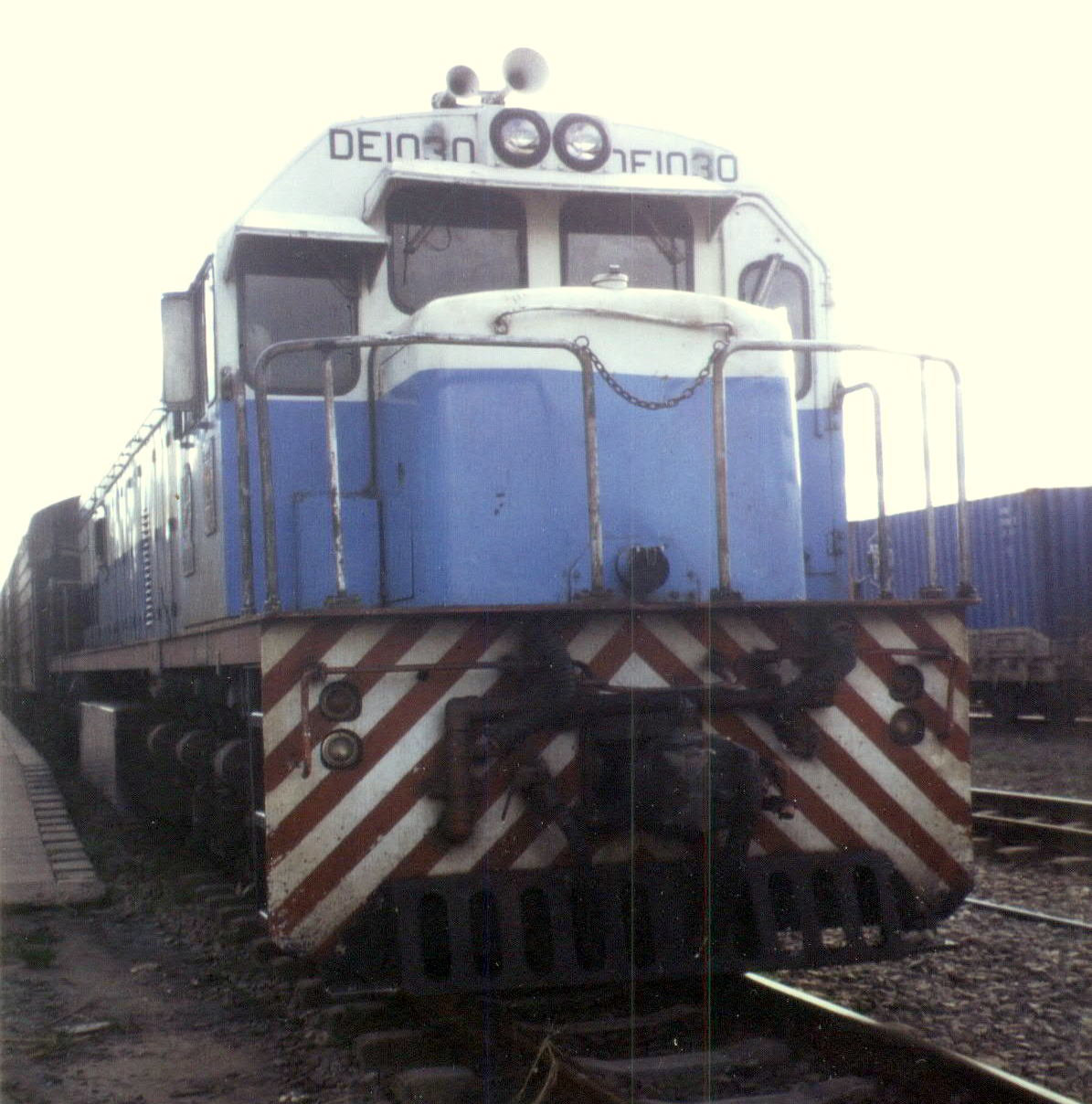
タンザン鉄道の車両

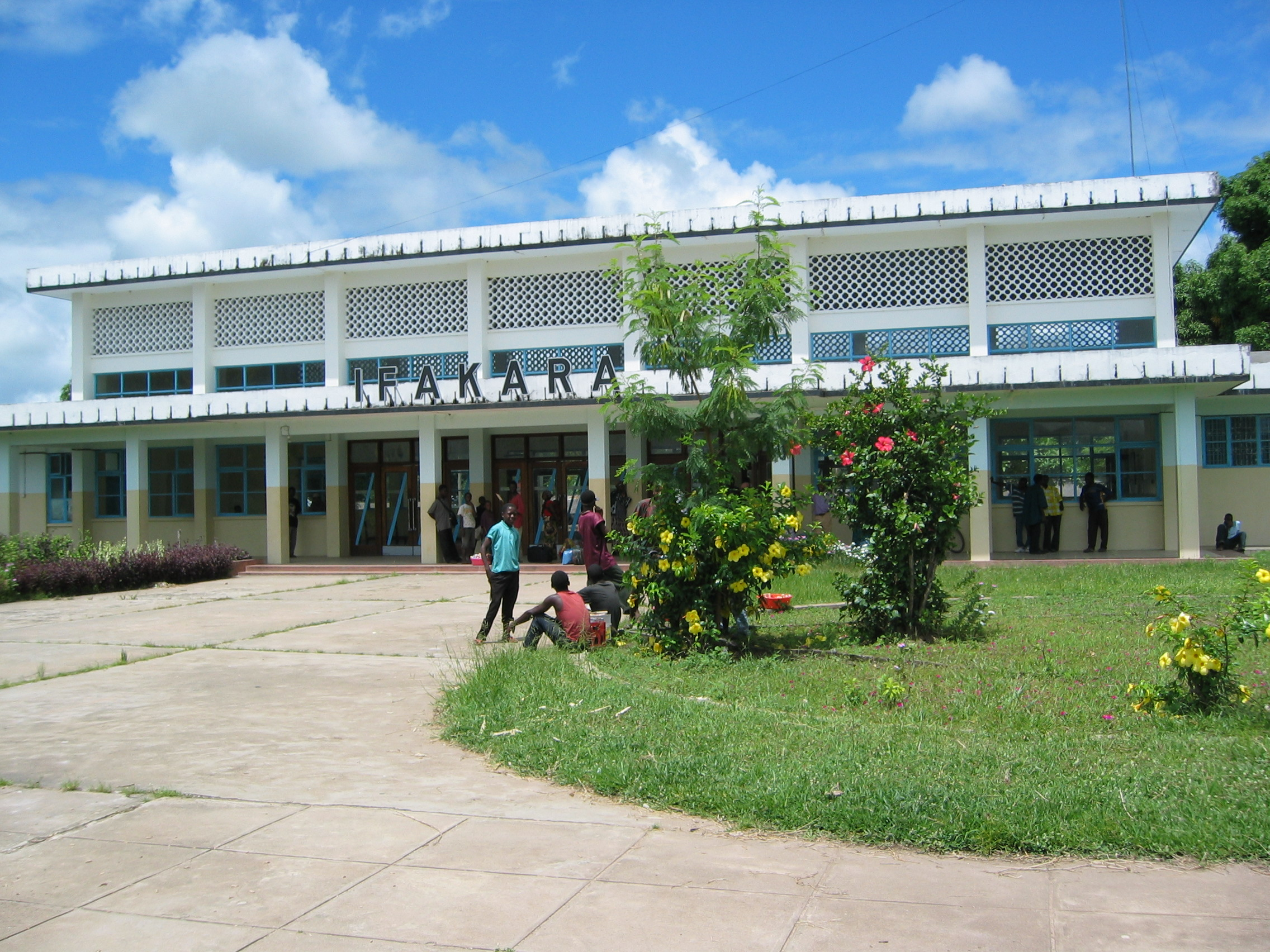
イファカラの駅

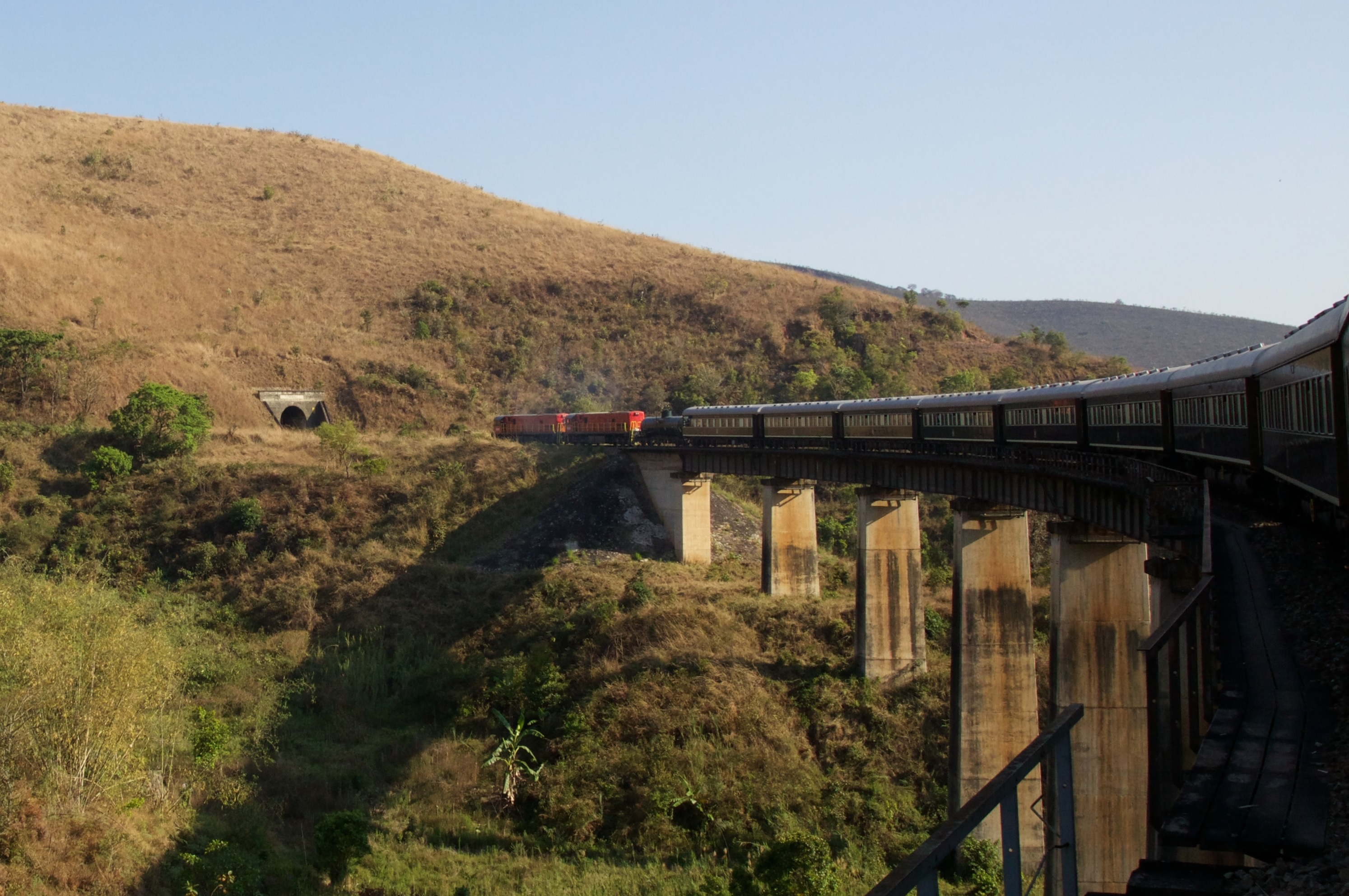
タンザニアの鉄橋とトンネル

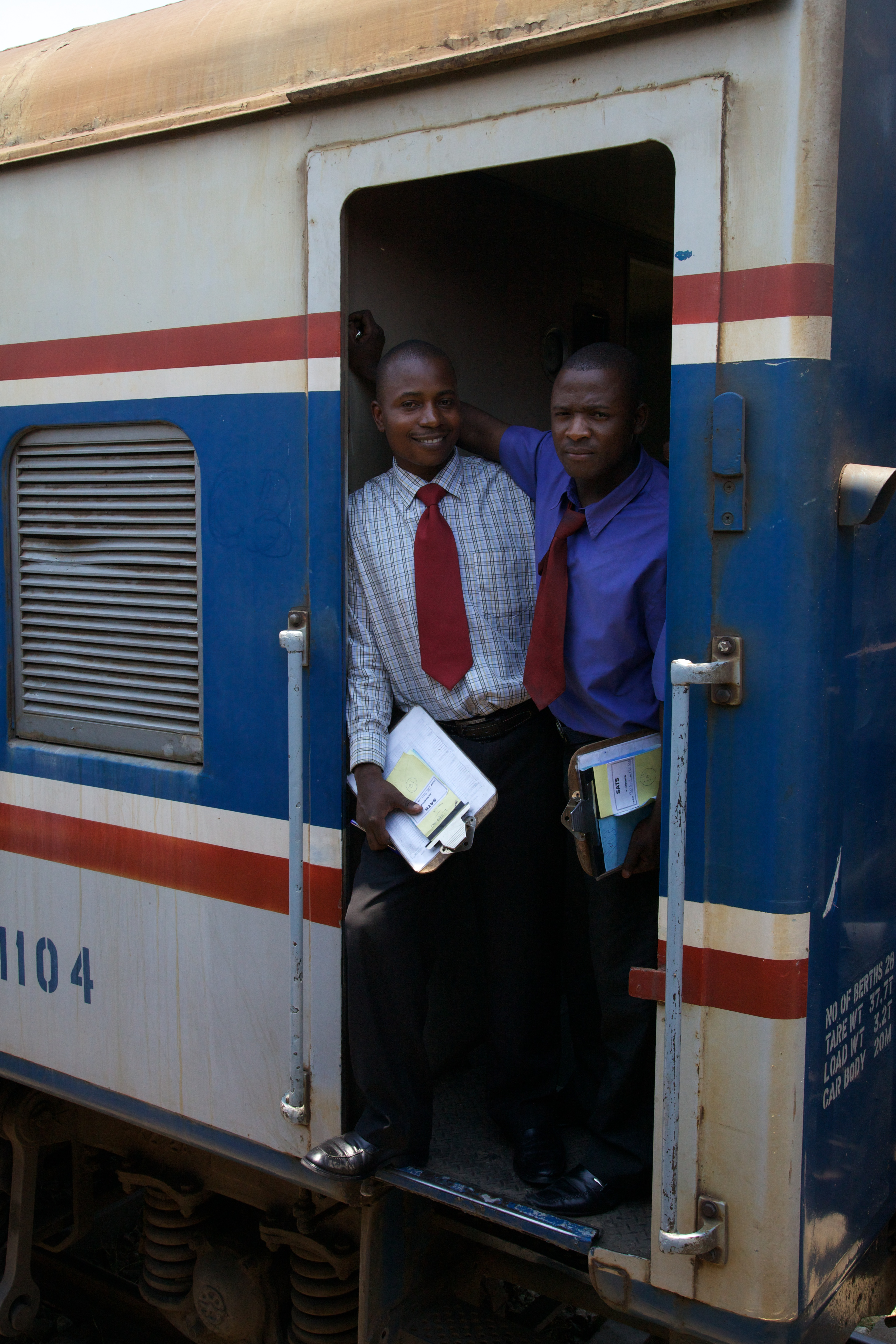
ザンビア乗務員
(2012年)

タンザン鉄道（タンザンてつどう、タンザニア・ザンビア鉄道（タンザニア・ザンビアてつどう）、英: TAZARA (Tanzania-Zambia Railway)、中: 坦赞铁路）は、タンザニアのダルエスサラームと、ザンビアのカピリムポシを結ぶ鉄道である。

## 概要
イギリスの植民地北ローデシアはカッパーベルトを擁する銅鉱石の産地であり、植民地時代の1925年に北ローデシア領内で銅が発見されてから、北ローデシアの銅鉱石は当時イギリス領だった南ローデシア（現在のジンバブエ）の鉄道を経由して南アフリカの港湾から輸出されていた。1964年10月24日に北ローデシアは「ザンビア」としてケネス・カウンダ首相の下でイギリスから独立を達成したが、1965年に南ローデシアがイアン・スミス自治政府首相によって一方的に独立を宣言、当時の南アフリカ共和国と同様のアパルトヘイト政策を実行すると国際連合は経済封鎖を実行。南ローデシアとの通商を閉ざしてしまうが、これによってザンビアはローデシア共和国（独立に際し南ローデシアから改称）を経由した銅鉱石の輸出が殆ど不可能になり、経済的に苦境に陥った。このためローデシアを経由せずタンザニアのダルエスサラームから輸出することを目的とした鉄道建設が目指された。
1965年に中華人民共和国を訪問したタンザニアのジュリウス・ニエレレ大統領は中華人民共和国当局から鉄道建設を提案され、1967年のタンザニアとザンビア両政府首脳の訪中後、1970年7月に中華人民共和国、タンザニア、ザンビアの三国間でタンザン鉄道の建設が最終調印された。中華人民共和国はタンザニア、ザンビア両国に無利子で計4億320万ドルの借款を与え、約2万人の中国人労働者と3万人以上の現地労働者の尽力の末、1976年7月14日に中華人民共和国当局は完成したタンザン鉄道をタンザニア、ザンビア両政府に引き渡し、ザンビアは白人支配国ローデシアやアンゴラ内戦によって破壊されたベンゲラ鉄道などを経由しない銅輸出路を確保したのであった。全長は1859km、軌間は1067mmであった。
1979年10月12日、ジンバブエ・ローデシア軍がルサカの北700km地点で線路と橋を爆破し、一時不通となる事件もあったが、その後、復旧した。
アパルトヘイト終結後は南アフリカと旧南ローデシアのジンバブエからダルエスサラームまで渡る世界最高級の豪華列車と謳うロボスレイルの国際列車「プライド・オブ・アフリカ」（2年に1度は船舶なども利用してエジプトのカイロまで運行している）が運行されるなど東アフリカと南部アフリカの鉄道網は初めて一つに結ばれることになった。また、2019年7月には同様に中華人民共和国によって建設されたベンゲラ鉄道と連結した東西アフリカの大陸横断鉄道が開通してロボスレイルの豪華列車が運行した。
2015年時点では旅客列車も週2便運行されてはいるものの、タンザン鉄道は開業以来常に貨物が主力となっている。主な貨物はザンビアの主要鉱産物である銅とコバルトである。またマラウイ国境に近い途中のムベヤ市にはマラウィ・デポと呼ばれる積み替え倉庫があり、同国行きの貨物はここで鉄道からトラックへと積み替えられる。

## 経由
ザンビア
- カピリ・ムポシ - ザンビア鉄道（英語版）と接続
- セレンジェ（Serenje）
- ムピカ
- カサマ

タンザニア
- トゥンドゥマ（Tunduma）
- ムベヤ
- （Mlimba）
- イファカラ
- キダツ（Kidatu）
- ダルエスサラーム

## 脚註
1. 1 2  星昭、林晃史『アフリカ現代史I──総説・南部アフリカ』山川出版社〈世界現代史13〉、東京、1988年8月20日、初版第三刷、234頁。
2. 1 2  吉田昌夫『アフリカ現代史II──東アフリカ』山川出版社〈世界現代史14〉、東京、1990年2月10日、2版1刷発行、250頁。
3. ↑  タンザン鉄道、爆破で不通『朝日新聞』1979年（昭和54年）10月14日朝刊 13版 7面
4. ↑  “Steam safari: African animal-spotting on world's 'most luxurious train'” (英語). CNN (2014年11月12日). 2018年6月23日閲覧。
5. ↑  “11 Memorable Train Journeys in Africa, From Cairo To Cape Town” (英語). ハフポスト (2015年10月27日). 2018年6月23日閲覧。
6. ↑  “中国企業建設のベンゲラ鉄道、アフリカで両大洋結ぶ”.  新華社 (2019年8月3日). 2019年8月4日閲覧。
7. ↑  “アフリカ横断鉄道が開通、中国支援で　4000キロ超”.  日本経済新聞 (2019年8月2日). 2019年8月3日閲覧。
8. ↑  「世界の鉄道」p354-355　一般社団法人海外鉄道技術協力協会著　ダイヤモンド・ビッグ社　2015年10月2日初版発行
9. ↑  「交流の中で」栗田和明/「タンザニアを知るための50章」p257　栗田和明・根本利通編著　明石書店　2006年7月10日初版第1刷